# Eriococcus kowhai
Eriococcus kowhai är en insektsart som beskrevs av James Mather Hoy 1962. Eriococcus kowhai ingår i släktet Eriococcus och familjen filtsköldlöss. Inga underarter finns listade i Catalogue of Life.